# Catherine Poirot
Catherine Poirot (Tours, Francia, 9 de abril de 1963) es una nadadora francesa retirada especializada en pruebas de estilo braza, donde consiguió ser medallista de bronce olímpica en 1984 en los 100 metros.

## Carrera deportiva
En los Juegos Olímpicos de Los Ángeles 1984 ganó la medalla de bronce en los 100 metros mariposa, con un tiempo de 1:10.70 segundos, tras la neerlandesa Petra van Staveren que batió el récord olímpico con 1:09.88 segundos y la canadiense Anne Ottenbrite (plata). También participó en los Juegos Olímpicos de Moscú 1980 pero en estos no consiguió ninguna medalla.

## Palmarés internacional
| Juegos Olímpicos | Juegos Olímpicos             | Juegos Olímpicos  | Juegos Olímpicos |
| Año              | Lugar                        | Medalla           | Prueba           |
| ---------------- | ---------------------------- | ----------------- | ---------------- |
| 1984             | Los Ángeles (Estados Unidos) | Medalla de bronce | 100 m braza      |